# Besleria disgrega
Besleria disgrega är en tvåhjärtbladig växtart som beskrevs av Conrad Vernon Morton. Besleria disgrega ingår i släktet Besleria och familjen Gesneriaceae. Inga underarter finns listade i Catalogue of Life.